# PGC 62709
LEDA/PGC 62709 ist eine Spiralgalaxie vom Hubble-Typ S im Sternbild Pfau am Südsternhimmel, die schätzungsweise 459 Millionen Lichtjahre von der Milchstraße entfernt ist. Die Galaxie gilt als Mitglied der IC 4845-Gruppe (LGG 427), was jedoch bei dieser Entfernung auszuschließen ist.